# Death March to the Parallel World Rhapsody
Death March to the Parallel World Rhapsody (デスマーチからはじまる異世界狂想曲?, Desu Māchi kara hajimaru isekai kyōsōkyoku, lett. "L'inizio della rapsodia ultraterrena dalla marcia della morte") è una serie di light novel scritta da Hiro Ainana e illustrata da Shri, edita da Fujimi Shobō da marzo 2014. Un adattamento manga, edito sempre da Fujimi Shobo, ha iniziato la serializzazione nel 2014, mentre un adattamento anime, coprodotto da Silver Link e Connect, è stato trasmesso in Giappone tra l'11 gennaio e il 29 marzo 2018. Un seguito dell'anime è stato annunciato.

## Trama
Ichiro Suzuki è un programmatore ventinovenne di giochi a cui è stato assegnato il compito di correggere diversi bug in due MMORPG che la sua azienda sta preparando per la pubblicazione, diventando estremamente stanco mentre lavora anche durante il fine settimana. Dopo aver fatto un pisolino, si risveglia misteriosamente in un mondo parallelo, che ricorda alcuni dei mondi fantasy RPG su cui aveva lavorato, come un quindicenne di nome Satō Pendragon, un soprannome che usava durante i beta test, e con quella che sembra essere la schermata del menu del gioco a cui stava lavorando. Tuttavia, prima che riesca a capire la sua situazione attuale, un esercito di Lizardmen gli tende un'imboscata, e nella disperazione usa tutte e tre le sue speciali opzioni di attacco "Pioggia di meteore" (una soluzione rapida che aveva aggiunto al gioco per i nuovi giocatori che uccide tutti i nemici nelle vicinanze) e li cancella tutti; oltre a loro elimina inavvertitamente anche una divinità (viene in seguito rivelato che si tratta del Dio Drago Akon Kagura). Di conseguenza, il suo livello passa da 1 a 310, massimizzando immensamente le sue statistiche. Non avendo modo di tornare nel suo mondo, Satō si propone di scoprire i segreti di questo nuovo come un avventuriero di alto livello armato di una miriade di diverse abilità e armi fisiche, cognitive e magiche, iniziando a guadagnarsi la fiducia e l'affetto di molte persone e cercando di nascondere le sue potenti statistiche.

## Personaggi

I protagonisti nell'anime. Da sinistra: Mia, Satō, Arisa, Lulu. In secondo piano: Liza e Nana. In alto: Tama e Pochi

Ichirō Suzuki (鈴木一郎?, Suzuki Ichirō) / Satō Pendragon (サトゥー・ペンドラゴン?, Satū Pendoragon)
Doppiato da: Shun Horie
Ichirō è un programmatore di giochi di ventinove anni che viene trasferito in un altro mondo in una sua versione di quando aveva quindici anni di nome Satō Pendragon, nome che usava durante i beta test. Usando tutti e tre le abilità speciali Pioggia di meteore in suo possesso, Satō spazza via un'enorme forza ostile composta da Lizardmen di alto livello, e involontariamente anche il Dio Drago Akon Kagura, passando istantaneamente dal livello 1 al 310. guadagnando innumerevoli punti da spendere per potenziare le sue numerose abilità al massimo livello a sua discrezione, insieme a un'enorme quantità di oggetti di valore e denaro. Nasconde il suo livello all'arrivo nella Città Salue e all'acquisizione di nuovi documenti. Da allora esplora il mondo, godendosi il viaggio mentre cerca di capire la sua situazione attuale. Come armi utilizza pistole e spade corte, ma quando deve usare il suo massimo potenziale e le armi di livello più alto decide di crearsi l'identità di Nanashi.
Zena Marientail (ゼナ・マリエンテール?, Zena Marientēru)
Doppiata da: Rie Takahashi
Un soldato mago di diciassette anni che diventa la prima amica di Satō nell'altro mondo. Si unì nell'esercito per evitare di essere sposata con un nobile dai suoi genitori, ma sembra essere a suo agio con Satō, verso il quale sviluppa evidenti sentimenti romantici. È amica di Iona, Lilio e Ruu. In seguito, grazie al consenso di suo fratello Yulel che diventa il nuovo capofamiglia, desidera andare con Satō dopo il suo servizio militare.
Pochi (ポチ?)
Doppiata da: Hiyori Kono
Una bambina semi-umana dai tratti canini di dieci anni, costretta a essere una schiava fino a quando Satō la salva insieme a Tama e Liza, e da allora viaggia con lui. È armata con una spada corta e uno scudo.
Tama (タマ?)
Doppiata da: Kaya Okuno
Una bambina semi-umana dai tratti felini di dieci anni salvata da Satō insieme a Pochi e Liza. Si dimostra una bambina molto energica, ed è armata con due coltelli.
Liza (リザ?, Riza)
Doppiata da: Minami Tsuda
Una schiava semi-umana di diciotto anni appartenente all'ormai scomparsa tribù degli Scaglie arancioni. Si prende cura di Pochi e Tama come una sorella maggiore. Come le altre due, viene salvata da Satō e si unisce al suo gruppo. Satō le dona una lancia fatta a mano con la lama rigenerante di un mostro che hanno ucciso nel labirinto della Città Salue.
Arisa (アリサ?)
Doppiata da: Aoi Yūki
Una principessa decaduta di undici anni che è diventata una schiava dopo essere stata rovesciata. In seguito viene acquistata da Satō quando scopre che capisce il giapponese. In realtà è una donna che è morta sulla Terra ed è stata reincarnata nell'altro mondo, avendo così un comportamento molto più maturo rispetto alle altre ragazze del gruppo di Satō nonostante sia molto giovane. È specializzata in magia psichica.
Lulu (ルル?, Ruru)
Doppiata da: Marika Hayase
Una giovane schiava di quattordici anni il cui bisnonno era giapponese. Nonostante Satō la consideri bella per gli standard giapponesi, i suoi capelli neri e le sue caratteristiche asiatiche sono considerati poco attraenti dagli umani del mondo attuale. Viene acquistata da Satō insieme ad Arisa e si unisce al suo gruppo, diventando la cocchiera del loro carro.
Misanaria Bolenan (ミサナリーア・ボルエナン?, Misanarīa Boruenan)
Doppiata da: Airi Eino
Chiamata anche Mia, è un'elfa di 130 anni (ancora giovane per gli standard degli elfi) con abilità magiche che viene salvata da Satō dopo essere stata rapita come parte di un complotto dal re non morto Zen e sviluppa una cotta per il suo salvatore. Come tutti gli elfi, odia la carne e parla con frasi brevi.
Nana (ナナ?)
Doppiata da: Kiyono Yasuno
Un homunculus con la forma di una ragazza, creato con magia dallo stregone non morto Zen e salvata da Satō insieme alle sue sei sorelle/cloni dopo il crollo della Culla. Mentre Satō invia le sue sorelle in missione, Nana (traslitterazione giapponese del suo nome originale, "Number Seven"), che è stata scelta dalle altre sei, resta al suo fianco per servirlo. È armata di una lancia e ricopre il ruolo di esploratrice. Nonostante abbia sempre un'espressione impassibile e priva di emozioni dà l'impressione di amare gli animali, in particolare quelli piccoli e morbidi.
Iona (イオナ?)
Doppiata da: Rika Kinugawa
Iona è una soldatessa appartenente all'esercito territoriale della Città Salue e amica di Zena, Lilio e Ruu. Indossa un'armatura a piastre e brandisce una spada bastarda.
Lilio (リリオ?, Ririo)
Doppiata da: Yuki Nagano
Lilio è una soldatessa appartenente all'esercito territoriale della Città Salue e amica di Zena, Iona e Ruu. La sua arma principale è una balestra.
Ruu (ルウ?)
Doppiata da: Wakana Kowaka
Ruu è una soldatessa appartenente all'esercito territoriale della Città Salue e amica di Zena, Lilio e Iona.
Martha (マーサ?, Māsa)
Doppiata da: Nanami Atsugi
È la figlia di Mosa e una cameriera della Locanda ai Cancelli nella Città Salue. Nonostante la sua età di tredici anni, sembra una ragazza adolescente ed è molto ben dotata.
Mosa (モーサ?, Mōsa)
Doppiata da: Yūko Gotō
Mosa è l'oste della Locanda ai Cancelli e la madre di Martha.
Yuni (ユニ?)
Doppiata da: Ryōna Kuchioka
Una ragazza che lavora presso la Locanda ai Cancelli . È diventata amica di Pochi e Tama e occasionalmente si unisce a loro nelle lezioni di lingua di Satō.
Ohna (オーナ?, Ōna)
Doppiata da: Rie Suegara
Ohna è una sacerdotessa del tempio di Parion che serve l'omonima dea.
Boido (ボイド?)
Doppiato da: Kōji Seki
È il Capo sacerdote del tempio di Zaicuon. È un uomo subdolo che induce le persone a credere che i semi-umani siano demoni. Il suo destino dopo la creazione del labirinto della Città Saule rimane sconosciuto (nella light novel e nell'anime viene ucciso dal demone che crea il labirinto).
Nidoren (ニドーレン?)
Doppiato da: Shintaro Tanaka
È un mercante di schiavi che Satō salva nel labirinto e da cui acquista Arisa e Lulu.
Nadi (ナディ?)
Doppiata da: Satomi Satō
Una donna umana che lavora nel negozio dei tuttofare.
Yusaratoya Bolenan (ユサラトーヤ・ボルエナン?, Yusaratōya Boruenan)
Doppiato da: Yoshitaka Yamaya
Il direttore del negozio dei tuttofare, è un elfo dai capelli verdi. Ha origine da una sottospecie di Elfi con orecchie più corte, una differenza verso cui si dimostra molto sensibile.
Mize (ミゼ?)
Doppiato da: Shinya Takahashi
Un membro appartenente alla tribù degli Uomini-ratto, amico dei genitori di Mia dopo che questi lo salvarono da dei goblin fuori dalla foresta. Fa parte del gruppo che riesce a salvare Mia dalla Culla di Zen. Il suo tratto più distintivo è il suo elmo rosso, fatto di mithril e donatogli dai genitori di Mia. Ha un fratello che è il patriarca del loro insediamento.
Driade (ドライアド?, Doraiado)
Doppiata da: Chitose Morinaga
Uno spirito della foresta nonché supervisore dei portali della Culla, la quale richiede solo mana e acqua per sopravvivere.
Zen (ゼン?)
Doppiato da: Masuo Amada
Un potente stregone che divenne re dei non-morti. Inizialmente sfida Satō a una gara di forza e volontà per la custodia Mia, ma il suo vero desiderio è quello di trovare e morire per mano di un vero eroe. Morto nel mondo reale, rinacque in una nobile famiglia amorevole. Fu tradito da un nobile geloso, che portò all'esecuzione sua, della sua famiglia e della moglie, per poi risorgere per la terza volta come un potente stregone non morto che riportò in vita gli altri nobili uccisi e ottenne vendetta. Dopo che Satō ha superato le sue prove nella Culla, uccide Zen su richiesta di quest'ultimo, ponendo fine alla sua immortale esistenza di non-morto.

## Media

### Light novel
L'opera, scritta e ideata da Hiro Ainana, ha iniziato la pubblicazione sul sito web Shōsetsuka ni narō il 3 marzo 2013. Concepita dall'autore come una serie di romanzi amatoriali, è stata poi adattata in una serie di light novel con le illustrazioni di Shri dal 17 marzo 2014 e all'8 agosto 2025 sono stati pubblicati trentatré volumi da Fujimi Shobō. In America del Nord i diritti sono stati acquistati da Yen Press.
| Nº   | Data di prima pubblicazione | Data di prima pubblicazione                                                              | Data di prima pubblicazione |
| Nº   | Giapponese                  | Giapponese                                                                               |                             |
| ---- | --------------------------- | ---------------------------------------------------------------------------------------- | --------------------------- |
| 1    | 17 marzo 2014               | ISBN 978-4-04-070084-7                                                                   |                             |
| 2    | 16 luglio 2014              | ISBN 978-4-04-070307-7                                                                   |                             |
| 3    | 20 novembre 2014            | ISBN 978-4-04-070308-4                                                                   |                             |
| 4    | 18 aprile 2015              | ISBN 978-4-04-070596-5                                                                   |                             |
| 5    | 20 agosto 2015              | ISBN 978-4-04-070707-5                                                                   |                             |
| 6    | 10 dicembre 2015            | ISBN 978-4-04-070708-2                                                                   |                             |
| 7    | 9 aprile 2016               | ISBN 978-4-04-070872-0                                                                   |                             |
| 8    | 10 agosto 2016              | ISBN 978-4-04-072018-0                                                                   |                             |
| 9    | 10 dicembre 2016            | ISBN 978-4-04-072126-2                                                                   |                             |
| 10   | 10 aprile 2017              | ISBN 978-4-04-072257-3                                                                   |                             |
| 11   | 10 agosto 2017              | ISBN 978-4-04-072405-8                                                                   |                             |
| 12   | 10 dicembre 2017            | ISBN 978-4-04-072409-6                                                                   |                             |
| EX   | 10 gennaio 2018             | ISBN 978-4-04-072576-5                                                                   |                             |
| 13   | 10 marzo 2018               | ISBN 978-4-04-072575-8                                                                   |                             |
| 14   | 10 luglio 2018              | ISBN 978-4-04-072800-1                                                                   |                             |
| 15   | 10 novembre 2018            | ISBN 978-4-04-072793-6                                                                   |                             |
| 16   | 3 marzo 2019                | ISBN 978-4-04-072802-5                                                                   |                             |
| 17   | 9 agosto 2019               | ISBN 978-4-04-073243-5                                                                   |                             |
| 18   | 9 novembre 2019             | ISBN 978-4-04-073244-2                                                                   |                             |
| 19   | 10 marzo 2020               | ISBN 978-4-04-073245-9 (ed. regolare) ISBN 978-4-04-073445-3 (ed. limitata con drama-CD) |                             |
| 20   | 10 luglio 2020              | ISBN 978-4-04-073246-6                                                                   |                             |
| 21   | 10 novembre 2020            | ISBN 978-4-04-073865-9                                                                   |                             |
| 22   | 9 aprile 2021               | ISBN 978-4-04-073866-6                                                                   |                             |
| 23   | 9 luglio 2021               | ISBN 978-4-04-074156-7                                                                   |                             |
| Ex 2 | 10 agosto 2021              | ISBN 978-4-04-074190-1                                                                   |                             |
| 24   | 10 febbraio 2022            | ISBN 978-4-04-074302-8 (ed. regolare) ISBN 978-4-04-074305-9 (ed. limitata con drama-CD) |                             |
| 25   | 9 maggio 2022               | ISBN 978-4-04-074550-3                                                                   |                             |
| 26   | 9 settembre 2022            | ISBN 978-4-04-074663-0                                                                   |                             |
| 27   | 10 gennaio 2023             | ISBN 978-4-04-074817-7                                                                   |                             |
| 28   | 9 giugno 2023               | ISBN 978-4-04-075006-4                                                                   |                             |
| 29   | 9 febbraio 2024             | ISBN 978-4-04-075155-9                                                                   |                             |
| 30   | 10 luglio 2024              | ISBN 978-4-04-075533-5                                                                   |                             |
| 31   | 9 novembre 2024             | ISBN 978-4-04-075655-4                                                                   |                             |
| Ex 3 | 10 dicembre 2024            | ISBN 978-4-04-075572-4                                                                   |                             |
| 32   | 10 marzo 2025               | ISBN 978-4-04-075853-4                                                                   |                             |
| 33   | 8 agosto 2025               | ISBN 978-4-04-076051-3                                                                   |                             |

### Manga
Un adattamento manga di Megumu Ayu ha iniziato la serializzazione sulla rivista Age Premium di Fujimi Shobō il 9 novembre 2014 ed è stato poi trasferito sul Monthly Dragon Age dal 9 luglio 2015. Diciotto volumi tankōbon sono stati pubblicati tra il 18 aprile 2015 e il 9 dicembre 2024. In America del Nord i diritti sono stati acquistati sempre da Yen Press.
Akira Segami ha lanciato un manga prequel, intitolato Death March kara hajimaru isekai kyōsōkyoku EX: Arisa ōjo no isekai funtōki (デスマーチからはじまる異世界狂想曲 Ex アリサ王女の異世界奮闘記?) e adattamento del racconto omonimo Death March to the Parallel World Rhapsody Ex, nella rivista Monthly Dragon Age di Fujimi Shobō il 9 febbraio 2018. La serie è conclusa il 9 luglio 2018. I capitoli sono stati raccolti in un singolo volume tankōbon uscito il 9 agosto 2018.
Un manga spin-off gourmet di Tsurumi, intitolato Death March kara hajimaru isekai kōfukukyoku (デスマーチからはじまる異世界幸腹曲?), ha iniziato la serializzazione su Monthly Dragon Age nel numero di febbraio 2022 uscito l'8 gennaio 2022. La storia è incentrata sul personaggio di Phantom Chef Lulu. Due volumi tankōbon sono stati pubblicati tra il 9 agosto 2022 e il 9 marzo 2023.
| Death March to the Parallel World Rhapsody (18+ volumi)                                |                  |                        |
| 1                                                                                      | 18 aprile 2015   | ISBN 978-4-04-070576-7 |
| 2                                                                                      | 5 dicembre 2015  | ISBN 978-4-04-070784-6 |
| 3                                                                                      | 9 agosto 2016    | ISBN 978-4-04-070991-8 |
| 4                                                                                      | 10 dicembre 2016 | ISBN 978-4-04-072114-9 |
| 5                                                                                      | 10 agosto 2017   | ISBN 978-4-04-072387-7 |
| 6                                                                                      | 9 dicembre 2017  | ISBN 978-4-04-072527-7 |
| 7                                                                                      | 9 agosto 2018    | ISBN 978-4-04-072837-7 |
| 8                                                                                      | 9 marzo 2019     | ISBN 978-4-04-073091-2 |
| 9                                                                                      | 9 ottobre 2019   | ISBN 978-4-04-073354-8 |
| 10                                                                                     | 9 maggio 2020    | ISBN 978-4-04-073650-1 |
| 11                                                                                     | 9 dicembre 2020  | ISBN 978-4-04-073899-4 |
| 12                                                                                     | 9 luglio 2021    | ISBN 978-4-04-074169-7 |
| 13                                                                                     | 9 febbraio 2022  | ISBN 978-4-04-074426-1 |
| Antologia                                                                              | 9 febbraio 2022  | ISBN 978-4-04-074436-0 |
| 14                                                                                     | 9 agosto 2022    | ISBN 978-4-04-074634-0 |
| 15                                                                                     | 9 marzo 2023     | ISBN 978-4-04-074900-6 |
| 16                                                                                     | 6 ottobre 2023   | ISBN 978-4-04-075166-5 |
| 17                                                                                     | 9 maggio 2024    | ISBN 978-4-04-075433-8 |
| 18                                                                                     | 9 dicembre 2024  | ISBN 978-4-04-075702-5 |
| Death March kara hajimaru isekai kyōsōkyoku EX: Arisa ōjo no isekai funtōki (1 volume) |                  |                        |
| 1                                                                                      | 9 agosto 2018    | ISBN 978-4-04-072845-2 |
| Death March kara hajimaru isekai kōfukukyoku (2+ volumi)                               |                  |                        |
| 1                                                                                      | 9 agosto 2022    | ISBN 978-4-04-074633-3 |
| 2                                                                                      | 9 marzo 2023     | ISBN 978-4-04-074901-3 |

### Anime
Un adattamento anime è stato annunciato il 10 dicembre 2016 sul quarto volume del manga. La serie televisiva è diretta da Shin Ōnuma presso Silver Link e Connect con la sceneggiatura scritta da Kento Shimoyama, mentre Shoko Takimoto ha curato il character design. MONACA ha composto la colonna sonora presso DIVE II Entertainment. La serie è andata in onda dall'11 gennaio al 29 marzo 2018 su AT-X, con ulteriori trasmissioni su Tokyo MX e BS11. La serie è composta da 12 episodi e copre i primi 3 volumi della light novel. Le sigle di apertura e chiusura sono rispettivamente Slide Ride (スライドライド?, Suraido Raido) delle Run Girls, Run! e Suki no skill (スキノスキル?, Suki no sukiru) delle Wake Up, Girls!. Gli episodi sono stati trasmessi in streaming in simulcast, anche coi sottotitoli in lingua italiana, da Crunchyroll.
Un seguito della serie anime è stato annunciato nel novembre 2024.

#### Episodi
| Nº | Titolo italiano Giapponese 「Kanji」 - Rōmaji                                                                                          | In onda          | In onda |
| Nº | Titolo italiano Giapponese 「Kanji」 - Rōmaji                                                                                          | Giapponese       |         |
| 1  | La catastrofe inizia con una death march 「デスマーチからはじまる天変地異」 - Desu Māchi kara hajimaru tenpenchii                      | 11 gennaio 2018  |         |
| 2  | L'esplorazione della città comincia con una death march 「デスマーチからはじまる市内散策」 - Desu Māchi kara hajimaru shinai sansaku   | 18 gennaio 2018  |         |
| 3  | L'amore inizia con una death march 「デスマーチからはじまる恋愛事情」 - Desu Māchi kara hajimaru ren'ai jijō                           | 25 gennaio 2018  |         |
| 4  | L'esplorazione del labirinto comincia con una death march 「デスマーチからはじまる迷宮探索」 - Desu Māchi kara hajimaru meikyū tansaku | 1º febbraio 2018 |         |
| 5  | La regina folle inizia con una death march 「デスマーチからはじまる乱心王女」 - Desu Māchi kara hajimaru ranshin ōjo                   | 8 febbraio 2018  |         |
| 6  | La difesa della città comincia con una death march 「デスマーチからはじまる都市防衛」 - Desu Māchi kara hajimaru toshi bōei            | 15 febbraio 2018 |         |
| 7  | Le lezioni di campeggio iniziano con una death march 「デスマーチからはじまる野営訓練」 - Desu Māchi kara hajimaru yaei kunren         | 22 febbraio 2018 |         |
| 8  | L'immortalità comincia con una death march 「デスマーチからはじまる不老不死」 - Desu Māchi kara hajimaru furōfushi                     | 1º marzo 2018    |         |
| 9  | Un profondo attaccamento inizia con una death march 「デスマーチからはじまる情緒纒綿」 - Desu Māchi kara hajimaru jōshotenmen          | 8 marzo 2018     |         |
| 10 | La melodia di caccia inizia con una death march 「デスマーチからはじまる狩猟楽曲」 - Desu Māchi kara hajimaru shuryō gakkyoku          | 15 marzo 2018    |         |
| 11 | La cospirazione illusoria comincia con una death march 「デスマーチからはじまる幻想陰謀」 - Desu Māchi kara hajimaru gensō inbō        | 22 marzo 2018    |         |
| 12 | L'emozione di un viaggio inizia con una death march 「デスマーチからはじまる異（世）界旅情」 - Desu Māchi kara hajimaru i(se)kai ryojō | 29 marzo 2018    |         |

## Accoglienza
A luglio 2017 la serie di light novel ha raggiunto 1.1 milioni di copie in circolazione. La serie è stata la decima serie di light novel più venduta in Giappone nella prima metà del 2018, con 211 393 copie vendute.